# Yesterday wo Utatte
Yesterday wo Utatte (イエスタデイをうたって Iesutadei o Utatte lit. Cantando al ayer?), también conocido por su nombre en inglés SING "YESTERDAY" FOR ME, es un manga seinen escrito e ilustrado por Kei Tōme. Fue serializado en la revista Business Jump de Shūeisha entre 1997 y 2011, y en la revista Grand Jump entre noviembre de 2011 hasta su finalización en junio de 2015, siendo recopilado en once volúmenes tankōbon.
Una adaptación a serie de televisión animada producida por Doga Kobo se estrenó el 4 de abril de 2020.

## Personajes
Rikuo Uozumi (魚住陸生 Uozumi Rikuo?)
 Seiyū: Chikahiro Kobayashi
Rikuo es un graduado universitario apasionado por la fotografía, pero carece de motivación para encontrar una carrera en la vida. Trabaja a tiempo parcial en un supermercado para pagar el alquiler y los servicios públicos. Rikuo siente algo por Shinako desde que estaban en la universidad. Trabaja en Nico2 Mart, Haru afirma que lo conocía desde hace mucho tiempo, pero no la recuerda. Tiene un pasado que no quiere recordar. Constantemente trata a Haru con frialdad, diciendo que no la conoce o que no quiere ninguna parte de ella, a pesar de que comienza a sentir algo por ella.
Haru Nonaka (野中晴 Nonaka Haru?)
 Seiyū: Yume Miyamoto
Haru abandonó la escuela secundaria porque su escuela no aprobaba que trabajara en el "Milk Hall", un café / bar, ya que sirven alcohol por la noche. Ella siente algo por Rikuo y lo visita a menudo en su trabajo de medio tiempo en la tienda. Tiene un cuervo como mascota llamado Kansuke . Durante la serie, conoció a Rikuo cuando estaba alimentando cuervos detrás de la tienda de conveniencia con comida que iban a tirar.  Ella afirma que conocía a Rikuo desde hace mucho tiempo, y al principio él no lo recuerda. pero cuando ella nota que solía ir de uniforme, tener el pelo trenzado y verse más estudiosa, él la recuerda. Asistió a la misma escuela secundaria en la que enseñaba Shinako . Tiende a evitar a Shinako debido a esto con sus sentimientos hacia Rikuo.
Shinako Morinome (森ノ目榀子 Morinome Shinako?)
 Seiyū: Kana Hanazawa
Antigua compañera de clase de Rikuo y amigo cercano. Ella enseñó en la misma escuela secundaria asistió a Haru, solo desea ser amiga de Rikuo. Se siente culpable de que Haru se haya marchado. Amaba al hermano de Rou hace mucho tiempo, pero cuando falleció, le resultó difícil volver a amar lo cual provoca que sus sentimientos por Rikuo sean confusos. Conoce a Rou y su familia desde hace mucho tiempo aunque el está enamorado de ella solo lo ve como un hermano.
Rou Hayakawa (早川浪 Hayakawa Rō?)
 Seiyū: Natsuki Hanae
Rou es amigo de la infancia de Shinako y considera a su familia. Aunque la trata como a una madre, siente algo por ella. A menudo fue pasado por alto y creció a la sombra de su hermano. La única atención que recibiría es cuando pintaba, suele ser muy impulsivo sobre todo con Rikuo porque esta consciente de que siente algo por Shinako

## Medios

### Manga
El manga fue serializado de forma irregular desde 1997 en la revista Business Jump de la editorial Shūeisha y tras el cierre de esta en 2011, fue transferido a Grand Jump donde fue publicando hasta su finalización en junio de 2015. Los 112 capítulos fueron recopilados por Shūeisha en once volúmenes tankōbon.

#### Lista de volúmenes
| N.º | Fecha de lanzamiento     | ISBN original      |
| --- | ------------------------ | ------------------ |
| 1   | 19 de marzo de 1999      | ISBN 4088757718    |
| 2   | 19 de abril de 2000      | ISBN 4088760131    |
| 3   | 19 de febrero de 2002    | ISBN 4088762746    |
| 4   | 16 de abril de 2004      | ISBN 4088766466    |
| 5   | 19 de abril de 2007      | ISBN 9784088772554 |
| 6   | 19 de noviembre de 2008  | ISBN 9784088775548 |
| 7   | 19 de noviembre de 2010  | ISBN 9784088790640 |
| 8   | 19 de julio de 2012      | ISBN 9784088793665 |
| 9   | 19 de julio de 2013      | ISBN 9784088796383 |
| 10  | 19 de mayo de 2014       | ISBN 9784088797755 |
| 11  | 18 de septiembre de 2015 | ISBN 9784088902494 |

### Anime
La adaptación al anime fue anunciada en el décimo número de la revista Grand Jump publicado el 17 de abril de 2019 .
La serie es animada por el estudio Doga Kobo y dirigida por Yoshiyuki Fujiwara, con guiones de Fujiwara y Jin Tanaka, y diseño de personajes de Junichirō Taniguchi. Se estrenó el 4 de abril de 2020 en el bloque NUManimation de TV Asahi, AbemaTV y BS Asahi. La serie tuvo 12 episodios. Además, 6 episodios con escenas extras se estrenaron el 26 de abril en el servicio de AbemaTV.
Episodios
- 1. Reunión de clases
- 2. Callejón sin salida
- 3. ¿Qué es el amor?
- 4. Como el río fluye, Shinako regresa a casa
- 5. El hombre llamado Minato
- 6. La mujer llamada Yuzuhara
- 7. Preludio de pareja
- 8. Tristeza inocente
- 9. Cuento de navidad
- 10. Un año nuevo de comienzos
- 11. Tormenta de primavera
- 12. Desvío

### Tema Musical
- "Kago no Naka ni Tori"

Tema final de los episodios 1 a 6. La canción fue escrita y compuesta por Shohei Furuga, cantada por Yourness y arreglada por Yourness, Kenji Tamai y Hiroaki Yokoyama. El vídeo musical lanzado el 11 de abril utiliza cortes de todos los episodios desde el episodio 1 hasta el episodio 12.

- "Aoibashi"

Tema final de los episodios 7 al 9. La letra, composición y canto son de Sayuri. Arreglo de Ryo Eguchi. El título de la canción, "Aoibashi", proviene de " Aoibashi Station ", que era el nombre de la estación de la línea Keio cuando circulaba como tranvía en Koshu Kaido, pero la línea Keio no aparece en este anime.

- "Yesterday wo Utatte"

Tema final de los episodios 10 y 11. Una versión de RC Succession escrita por Kiyoshiro Imawano y compuesta por Hakoichi Kimozawa. Arreglado por Kenji Tamai, Shogo Onishi, mezclado por Maki Mori. El cantante no había sido anunciado hasta entonces, pero el 19 de junio de 2020, antes de que se emitiera el episodio final, se reveló en un anuncio en el sitio web oficial que era agehasprings con Ani (TaNaBaTa).